# Erich Hof
Erich Hof (ur. 3 sierpnia 1936 w Wiedniu, zm. 25 stycznia 1995 tamże) – piłkarz austriacki grający na pozycji napastnika. W swojej karierze rozegrał 37 meczów i strzelił 28 goli w reprezentacji Austrii.

## Kariera klubowa
Swoją karierę piłkarską Hof rozpoczął w klubie SCR Hochstädt. W 1952 roku został zawodnikiem wiedeńskiego Wiener SC. W sezonie 1954/1955 zadebiutował w jego barwach w austriackiej pierwszej lidze. W debiutanckim sezonie wywalczył wicemistrzostwo Austrii. W sezonie 1955/1956 stał się podstawowym zawodnikiem tego klubu. W sezonach 1957/1958 i 1958/1959 dwukrotnie z rzędu został mistrzem Austrii. W sezonie 1958/1959 z 32 golami został królem strzelców austriackiej ligi. W sezonie 1959/1960 wywalczył swoje drugie wicemistrzostwo kraju. W sezonie 1962/1963 ponownie został najlepszym strzelcem ligi (strzelił 21 bramek). Latem 1964 przeszedł do Austrii Wiedeń, ale pół roku później wrócił do Wiener SC. W sezonie 1968/1969 zdobył wicemistrzostwo Austrii, a następnie zakończył swoją karierę. W barwach Wiener SC rozegrał łącznie 302 mecze, w których strzelił 121 bramek.
| Sezon   | Klub           | Kraj    | Rozgrywki  | Mecze | Bramki |
| ------- | -------------- | ------- | ---------- | ----- | ------ |
| 1954/55 | Wiener SC      | Austria | Bundesliga | 7     | 2      |
| 1955/56 | Wiener SC      | Austria | Bundesliga | 22    | 8      |
| 1956/57 | Wiener SC      | Austria | Bundesliga | 11    | 12     |
| 1957/58 | Wiener SC      | Austria | Bundesliga | 25    | 23     |
| 1958/59 | Wiener SC      | Austria | Bundesliga | 25    | 32     |
| 1959/60 | Wiener SC      | Austria | Bundesliga | 23    | 25     |
| 1960/61 | Wiener SC      | Austria | Bundesliga | 26    | 27     |
| 1961/62 | Wiener SC      | Austria | Bundesliga | 23    | 14     |
| 1962/63 | Wiener SC      | Austria | Bundesliga | 23    | 21     |
| 1963/64 | Wiener SC      | Austria | Bundesliga | 24    | 13     |
| 1964/65 | Austria Wiedeń | Austria | Bundesliga | 5     | 1      |
| 1964/65 | Wiener SC      | Austria | Bundesliga | 11    | 7      |
| 1965/66 | Wiener SC      | Austria | Bundesliga | 20    | 7      |
| 1966/67 | Wiener SC      | Austria | Bundesliga | 26    | 15     |
| 1967/68 | Wiener SC      | Austria | Bundesliga | 26    | 7      |
| 1968/69 | Wiener SC      | Austria | Bundesliga | 10    | 8      |

## Kariera reprezentacyjna
W reprezentacji Austrii Hof zadebiutował 10 marca 1957 roku w przegranym 2:3 towarzyskim meczu z RFN, rozegranym w Wiedniu. W swojej karierze grał w eliminacjach do Euro 60, do Euro 64 i do MŚ 1970. Od 1957 do 1968 roku rozegrał w reprezentacji 37 meczów, w których zdobył 28 goli.

## Kariera trenerska
Po zakończeniu kariery piłkarskiej Hof został trenerem. W sezonie 1969/1970 prowadził Wiener SC, z którym został wicemistrzem Austrii. W 1971 roku był trenerem Austrii Salzburg. W latach 1974–1979 ponownie był szkoleniowcem Wiener SC. W 1977 roku doprowadził go do wicemistrzostwa kraju.
W latach 1980–1982 Hof pracował w Austrii Wiedeń. W 1981 roku wywalczył z nią mistrzostwo Austrii, a w 1982 roku zdobył Puchar Austrii. W 1982 roku zastąpił duet Felix Latzke - Georg Schmidt na stanowisku selekcjonera reprezentacji Austrii. W 1984 roku przestał być selekcjonerem kadry. W sezonie 1985/1986 prowadził Wiener SC, w 1987 roku - GS Diagoras Rodos, a w sezonie 1989/1990 - ponownie Austrię Wiedeń.